# ريتشي ماركيز
ريتشي ماركيز (بالإنجليزية: Richie Marquez)‏ (26 مايو 1992 ببومونا في الولايات المتحدة - ) هو لاعب كرة قدم أمريكي في مركز الدفاع. لعب مع فيلادلفيا يونيون ونادي بان.

## روابط خارجية
- ريتشي ماركيز على موقع الدوري الأمريكي (الإنجليزية)
- ريتشي ماركيز على موقع قاعدة بيانات كرة القدم.إي يو (الإنجليزية)
- ريتشي ماركيز على موقع Soccerway.com (الإنجليزية)